# Benet Jesája
Benet Jesája vagy Benedikt J'sáis (Nikolsburg, 1793 k. – Nagykálló, 1864. december 18.) nagykállói rabbi.
Benet Mordechai nikolsburgi országos főrabbi fia, a Semen Rokeách című mű szerzőjének veje. Atyja halála után annak örökébe óhajtott jutni, de ez a törekvése a nikolsburgi hitközség ellenállásán meghiúsult. Utóda fia, Benet Berel lett. Veje volt Glück Izsák tolcsvai rabbi, a Jad Jicchok szerzője. Benetről Lőw Lipót több alkalommal megemlékezik.